# Prvenstvo NDH u nogometu 1944.

Prvenstvo Nezavisne Države Hrvatske u nogometu 1944. pod nazivom "Natjecanje u hrvatskom državnom razredu" je bilo četvrto po redu nogometno natjecanje u Nezavisnoj Državi Hrvatskoj koje je organizirao Hrvatski nogometni savez.

## Natjecateljski sustav
Natjecanje se igralo u 3. natjecateljska kruga. U prvom izlučnom krugu odigrano je 8 regionalnih natjecanja iz kojih su se u poluzavršnu skupinu izravno plasirale tri najbolje momčadi prvenstva Zagrebačkog nogometnog podsaveza. Najbolje momčadi ostalih regionalnih natjecanja su doigravale za plasman u poluzavršne skupine. Pobjednici poluzavršnih skupina su međusobnim dvobojima trebali odlučivati o prvaku. Natjecanje se zbog ratnih prilika nije moglo pravilno odigrati do kraja, te je donijeta odluka Hrvatskog nogometnog saveza da sezona 1944. nema nogometnog prvaka.

## Rezultati i učinak

### Regionalna natjecanja
| Regionalna prvenstvena natjecanja                                                              | momčadi koje su izborile plasman u daljnje natjecanje | izboreni natjecateljski krug |
| ---------------------------------------------------------------------------------------------- | ----------------------------------------------------- | ---------------------------- |
| Zagreb I. razred prvenstva Zagreba 1943./44.                                                   | 1. hrvatski građanski športski klub (Zagreb)          | poluzavršna skupina          |
| Zagreb I. razred prvenstva Zagreba 1943./44.                                                   | HŠK Concordia (Zagreb)                                | poluzavršna skupina          |
| Zagreb I. razred prvenstva Zagreba 1943./44.                                                   | HAŠK (Zagreb)                                         | poluzavršna skupina          |
| Zagreb I. razred prvenstva Zagreba 1943./44.                                                   | HŠK Željezničar (Zagreb)                              | doigravanje                  |
| Područje župa u okolici Zagreba Prvenstvo provincije Zagrebačkog nogometnog dosaveza 1943./44. | HŠK Segesta (Sisak)                                   | doigravanje                  |
| Osijek                                                                                         | HŠK Građanski (Osijek)                                | doigravanje                  |
| Osijek                                                                                         | HŠK Hajduk (Osijek)                                   | doigravanje                  |
| Osijek                                                                                         | HŠK Radnik (Osijek)                                   | doigravanje                  |
| Područje župa u okolici Osijeka                                                                | HŠK Borovo (Borovo)                                   | doigravanje                  |
| Područje župa u okolici Osijeka                                                                | HŠK Cibalia (Vinkovci)                                | doigravanje                  |
| Područje župa u okolici Osijeka                                                                | HŠK Šparta (Vukovar)                                  | doigravanje                  |
| Zemun                                                                                          | HŠK Dunav (Zemun)                                     | doigravanje                  |
| Zemun                                                                                          | HŠK Građanski (Zemun)                                 | doigravanje                  |
| Banja Luka                                                                                     | HBŠK (Banja Luka)                                     | doigravanje                  |
| Sarajevo                                                                                       | SAŠK (Sarajevo)                                       | doigravanje                  |
| Sarajevo                                                                                       | HŠK Hajduk (Sarajevo)                                 | doigravanje                  |
| Sarajevo                                                                                       | HŠK Gjerzelez (Sarajevo)                              | doigravanje                  |
| Područje župa u okolici Sarajeva                                                               | HŠK Tomislav (Zenica)                                 | doigravanje                  |

### Doigravanje

#### Skupina Zagreb
| završnica                                      | prva utakmica | uzvratna utakmica | ukupno |
| ---------------------------------------------- | ------------- | ----------------- | ------ |
| HŠK Željezničar (Zagreb) - HŠK Segesta (Sisak) | -             | -                 | ( - )  |

#### Skupina Osijek
| 1. krug                                       | prva utakmica     | uzvratna utakmica | ukupno            |
| --------------------------------------------- | ----------------- | ----------------- | ----------------- |
| HŠK Građanski (Osijek) - HŠK Šparta (Vukovar) | 7:0               | -                 | ( - )             |
| HŠK Borovo (Borovo) - HŠK Cibalia (Vinkovci)  | 4:2               | 0:1               | (4:3)             |
| HŠK Radnik (Osijek)                           | izravno u 2. krug | izravno u 2. krug | izravno u 2. krug |
| HŠK Hajduk (Osijek)                           | izravno u 2. krug | izravno u 2. krug | izravno u 2. krug |

| 2. krug                                      | prva utakmica | uzvratna utakmica | ukupno |
| -------------------------------------------- | ------------- | ----------------- | ------ |
| HŠK Hajduk (Osijek) - HŠK Radnik (Osijek)    | 3:2           | 0:2               | (3:4)  |
| HŠK Borovo (Borovo) - HŠK Građanski (Osijek) | 2:1           | -                 | ( - )  |

| 3. krug / završnica                       | prva utakmica | uzvratna utakmica | ukupno |
| ----------------------------------------- | ------------- | ----------------- | ------ |
| HŠK Borovo (Borovo) - HŠK Radnik (Osijek) | 2:1           | 0:0               | (2:1)  |

#### Skupina Zemun
| završnica                                 | prva utakmica | uzvratna utakmica | ukupno |
| ----------------------------------------- | ------------- | ----------------- | ------ |
| HŠK Građanski (Zemun) - HŠK Dunav (Zemun) | -             | -                 | ( - )  |

#### Skupina Sarajevo / Banja Luka
| 1. krug / Sarajevo                               | prva utakmica | uzvratna utakmica | ukupno |
| ------------------------------------------------ | ------------- | ----------------- | ------ |
| SAŠK (Sarajevo) - HŠK Tomislav (Zenica)          | -             | -                 | ( - )  |
| HŠK Gjerzelez (Sarajevo) - HŠK Hajduk (Sarajevo) | -             | -                 | ( - )  |

| 2. krug / Sarajevo                         | prva utakmica | uzvratna utakmica | ukupno |
| ------------------------------------------ | ------------- | ----------------- | ------ |
| SAŠK (Sarajevo) - HŠK Gjerzelez (Sarajevo) | -             | -                 | ( - )  |

| završnica                           | prva utakmica | uzvratna utakmica | ukupno |
| ----------------------------------- | ------------- | ----------------- | ------ |
| SAŠK (Sarajevo) - HBŠK (Banja Luka) | -             | -                 | ( - )  |

### Poluzavršne skupine

#### Skupina Zagreb
| rezultatska križaljka                        | HAŠ | GRA | ŽEL | CON |
| -------------------------------------------- | --- | --- | --- | --- |
| HAŠK (Zagreb)                                | HAŠ | 0:2 | 2:0 | 1:0 |
| 1. hrvatski građanski športski klub (Zagreb) | 0:1 | GRA | 0:1 | 3:0 |
| HŠK Željezničar (Zagreb)                     | 0:1 | 2:3 | ŽEL | 1:0 |
| HŠK Concordia (Zagreb)                       | 1:2 | 1:2 | 1:0 | CON |

| mj | naziv kluba                                  | uta | pob | neo | izg | pop | prp | bod |
| -- | -------------------------------------------- | --- | --- | --- | --- | --- | --- | --- |
| 1. | HAŠK (Zagreb)                                | 6   | 5   | 0   | 1   | 7   | 3   | 10  |
| 2. | 1. hrvatski građanski športski klub (Zagreb) | 6   | 4   | 0   | 2   | 10  | 5   | 8   |
| 3. | HŠK Željezničar (Zagreb)                     | 6   | 2   | 0   | 4   | 4   | 7   | 4   |
| 4. | HŠK Concordia (Zagreb)                       | 6   | 1   | 0   | 5   | 3   | 9   | 2   |

#### Pokrajinska skupina
| 1. krug                                     | prva utakmica     | uzvratna utakmica | ukupno            |
| ------------------------------------------- | ----------------- | ----------------- | ----------------- |
| HŠK Građanski (Zemun) - HŠK Borovo (Borovo) | 0:2               | 0:3 *             | (0:5)             |
| SAŠK (Sarajevo)                             | izravno u 2. krug | izravno u 2. krug | izravno u 2. krug |

| 2. krug                               | prva utakmica | uzvratna utakmica | ukupno |
| ------------------------------------- | ------------- | ----------------- | ------ |
| HŠK Borovo (Borovo) - SAŠK (Sarajevo) | 0:1           | 0:3 *             | (0:4)  |

Napomena *: Rezultat utakmice bez borbe

### Završnica
| završnica                       | prva utakmica | uzvratna utakmica |
| ------------------------------- | ------------- | ----------------- |
| HAŠK (Zagreb) - SAŠK (Sarajevo) | nije odigrano | nije odigrano     |